# Frisagården

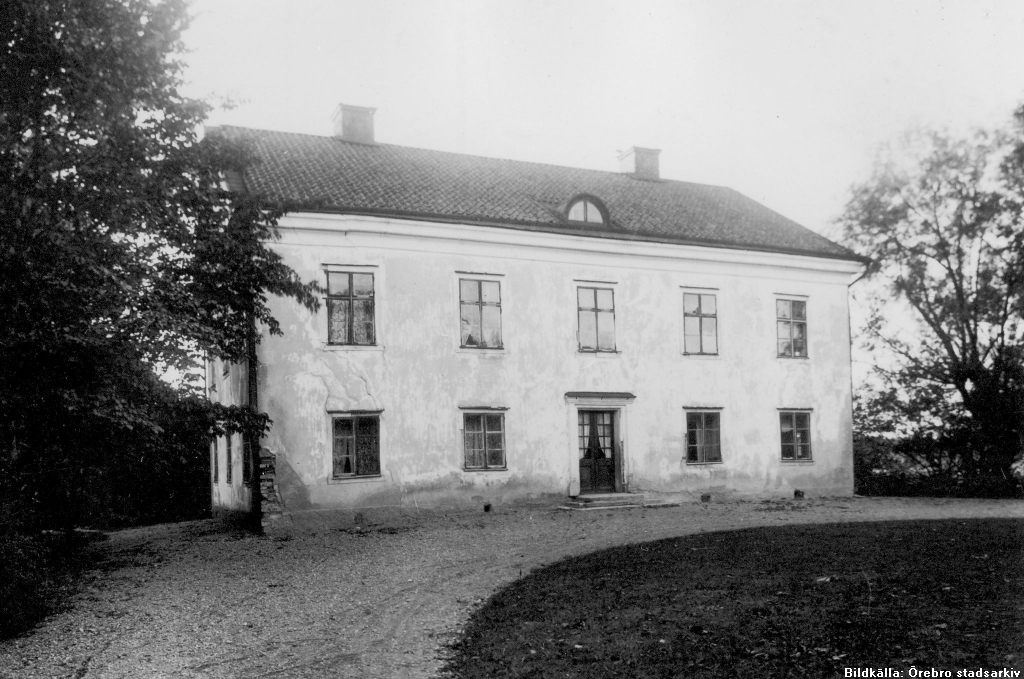
Frisagården i början av 1960-talet.

Frisagården är en herrgård som ligger i Attersta, Gällersta socken, Örebro kommun. Gården har sitt namn efter borgmästare Nils Fris som var ägare till gården i mitten av 1700-talet. Gården hade två kvarnar och ett sågverk. Under 1600- och 1700-talen var gården ett rusthåll (nr 86), vilket innebar att gården delvis var skattebefriad mot att gårdsägaren ansvarade för en soldats hållande. En av gårdens kvarnar var en skattebefriad frälsekvarn.
I gårdens ägarlängder finns de adliga ätterna af Robson (tidigare Robsahm)  Riddarhuset nr 2265, Ridderstam nr 1923, Edenhielm nr 1842, Hildebrand nr 1357, Bonde nr 20 och Anckarsvärd nr 116. 
Nuvarande mangårdsbyggnad i två våningar med 18 rum uppfördes i slutet av 1700-talet av David Gotthard Hildebrand, son till David Henrik Hildebrand. Den sistnämnde var ägare till Bystad gods och Brevens Bruk i Askers socken, Ericsbergs slott i Södermanland, Nynäs slott vid Nyköping, samt flera större herrgårdar. Han ägde även fastigheter i Stockholm.
Frisagården hade den kamerala beteckningen Attersta 1. Den tillhörde fideikommisset Bysta gods och Brevens Bruk och gårdarna drevs tillsammans. Till de två kvarnarna byggde Hildebrand ett unikt större färdstall av kullersten. På grund av förfall revs färdstallet under 1900-talet. En ny mjölnarebostad uppfördes också, denna finns numera på Gällersta forngård. Efter D G Hildebrands död övergick fideikommisset till systerdottern Sophia Ulrica Bonde gift med Johan August Anckarsvärd. Denne drev Frisagården tillsammans med Bysta och Brevens Bruk fram till 1855 då de sålde Frisagården till Mosjöns sjösänkningsbolag som ville köpa gården och riva dess kvarnar i syfte att få avrinning från Mosjön.
Själva gården såldes samma dag till nämndeman Olof Larsson, ägare till Nergården i Attersta, vars söner senare antog namnet Ahlén. Yngste sonen, filosofie doktor Konrad Ahlén, skänkte 1908 mark från Frisagården till Gällersta forngård, på den tiden kallad Gällersta fosterländska förening. 1909 sålde han gården till Gällersta landskommun, som i sin tur sålde stora delar av gårdens areal till närliggande gårdar. 1935 hamnade gården åter i privat ägo. Nuvarande ägare förvärvade gården 1973 och herrgårdsbyggnaden har sedan dess genomgått en omfattande, men varsam, renovering.